# Federazione Cristiana di Corea
La Federazione Cristiana di Corea (o Federazione Cristiana Coreana) è un corpo protestante della Corea del Nord. Ha sede nella capitale Pyongyang. L'attuale segretario generale è O Kyong-u. Venne fondata nel 1946 da cristiani comunisti che supportarono da subito il dittatore Kim Il-sung ed è "sotto stretto controllo del governo".
Fa parte del Fronte Democratico per la Riunificazione della Patria.

## Storia
La federazione venne fondata il 28 novembre 1946 da cristiani che si erano uniti ai ranghi della nuova amministrazione comunista.
Immediatamente, la federazione dichiarò che avrebbe sostenuto il leader comunista Kim Il-sung e che si sarebbe opposta alla formazione dello Stato sudcoreano. A quel tempo, l'organizzazione era guidata dal cugino della madre di Kim Il-sung, Kang Ryang-uk. Sebbene i cristiani nella Corea del Nord fossero per lo più anticomunisti, circa un terzo di loro si unì alla Federazione Cristiana di Corea. I capi cristiani che si rifiutavano di unirsi vennero imprigionati.

## Organizzazione
La federazione è "sotto stretto controllo del governo". La stessa federazione limita alcune attività cristiane.
Ufficialmente, l'istituzione comprende circa 10.000 cristiani nordcoreani.
La federazione sovrintende alle due sole chiese protestanti presenti in Corea del Nord: la Chiesa Bongsu e la Chiesa Chilgol, a Pyongyang. Gestisce anche il seminario teologico di Pyongyang. L'attuale segretario generale del Comitato centrale dell'organizzazione è O Kyong-u.